# Marengan Daya
Marengan Daya is een bestuurslaag in het regentschap Sumenep van de provincie Oost-Java, Indonesië. Marengan Daya telt 1859 inwoners (volkstelling 2010).